# 菲利普斯曲线
菲利普斯曲线（英語：Phillips Curve），新西兰统计学家威廉·菲利普斯於1958年根据英国近百年（1861-1957）的總體經濟数据，画出了一条表现工资增长率与失业率关系的曲线：名义工资率的变化率与失业率呈负相关关系，低工资变化率与低失业率不能并存，高工资变化率与高失业率不能并存。进而推论通货膨胀率与失业率的关系（因通货膨胀的数据难以取得，于是以名义工资的增长率来代替通货膨胀率），得出通货膨胀率与失业率的负关系。
此曲线表明：通货膨胀率与失业率存在交替关系，通货膨胀率高时，失业率低；通货膨胀率低时，失业率高。

## 歷史
1960年代，美国经济学家萨缪尔森和索洛根据美国宏观经济数据证实了菲利普斯曲线所表示的交替关系在美国同样存在，并指出，可以根据菲利普斯曲线所揭示的这种关系来指导宏观经济政策，通过紧缩或扩张的财政政策与货币政策，将通货膨胀和失业控制在社会可接受的水準。
但60年代末米尔顿·弗里德曼和埃德蒙·费尔普斯等人发表文章适应性预期批評菲利普斯曲线，否定通货膨胀率与失业率在长期经济中存在相关性，并认为，政府利用菲利普斯曲线在通货膨胀和失业率之间进行权衡是危险的。在当时人们很难接受这样大胆的观点，因为萨缪尔森和罗伯特·索洛有历史数据支持。埃德蒙·费尔普斯因此而获得2006年度诺贝尔经济学奖。

## 数学表达
{\displaystyle \pi _{t}=\pi _{t}^{e}-\alpha \left(u_{t}-u_{n}\right)}
{\displaystyle \pi _{t-1}=\pi _{t}^{e}}
{\displaystyle \pi _{t}-\pi _{t-1}=-\alpha \left(u_{t}-u_{n}\right)}
其中{\displaystyle \pi _{t}}:t时的通货膨胀率, {\displaystyle \pi _{t-1}}:之前时期的通货膨胀率, {\displaystyle \pi _{t}^{e}}：t时的期望通货膨胀率, {\displaystyle u_{t}}:t时的失业率。